# Gasmasken
Gasmasken (russisch Противогазы Protiwogasy) ist ein Theaterstück in drei Akten von Sergei Tretjakow. Es erschien zuerst 1923 in der Avantgarde-Zeitschrift LEF (= Linke Front der Künste).

## Inhalt

### Erster Akt
Der (namenlose) Werkdirektor einer Gasanstalt erwartet Gäste aus dem Volkswirtschaftsrat und ist einzig besorgt um die Präsentierbarkeit des Werks. Den von den Arbeitern geforderten Nachschub an Gasmasken verzögert er.

### Zweiter Akt
Durch ein Leck in der Rohrleitung tritt Gas aus, es kommt zur Havarie. Ein Arbeiter ist durch das eingeatmete Gas bereits bewusstlos geworden. Der Ruf nach Gasmasken wird laut. Da der Direktor behauptet hat, in der Kiste im Büro lägen Gasmasken bereit, wird diese Kiste geöffnet. Es kommen allerdings Flaschen mit Rum zum Vorschein, die der Direktor für sich gebunkert hat.
Die Arbeiter lehnen es zunächst ab, ohne Schutzmasken das Loch zu flicken. Erst der Arbeiterkorrespondent Dudin kann sie umstimmen. Er erinnert sie daran, dass sie, die Arbeiter, die Oktoberrevolution gemacht haben und dass ihnen das Werk gehört, nicht dem scheinheiligen Direktorium. Gegen den Protest ihrer Frauen machen sich die Arbeiter ans Werk. Jeder soll für drei Minuten am Loch flicken. Auch der Arbeiter Foma, der den Schauplatz eigentlich verlassen will, um sich um seinen kranken Sohn zu kümmern, reiht sich ein.

### Dritter Akt
Als die Komsomolzen eintreffen, wollen sie den Arbeitern sofort helfen. Auch der Sohn des Direktors, ein überzeugter Kommunist, drängt sich trotz seiner Herzerkrankung vor und lässt sich nicht von den Bitten seines Vaters beirren. Er stirbt in der Folge seines Einsatzes. Als die Sekretärin dem Direktor verrät, dass sie mit seinem Sohn zusammen war und ein Kind von ihm erwartet, verspricht sie ihm höhnisch, es ‚Gasmaske‘ zu nennen.
Letztlich gelingt es, das Leck zu flicken. Von den 70 Arbeitern, die daran mitgewirkt haben, zeigen 64 Vergiftungserscheinungen. Der Direktor ist beschämt und erklärt sich zum Hauptschuldigen der Katastrophe.

## Hintergrund
„Den Inhalt von Gasmasken hatte Tretjakow einer Meldung aus der Prawda entnommen, wonach 70 Arbeiter eines Gaswerks im Ural nach einem Unfall selbsttätig, kollektiv und unter Einsatz ihres Lebens das Leck in der Hauptgasleitung beseitigt hatten, und zwar indem sie jeder drei Minuten lang ohne Gasmaske das Hauptrohr reparierten und dabei Vergiftungen auf sich nahmen.“

## Volltext
- das Drama im russischen Original (agitclub.ru)

## Übersetzung
- Gasmasken. Melodrama in drei Akten. Deutsch von Günter Jäniche. In: Sergej M. Tretjakow: Lyrik, Dramatik, Prosa. Herausgegeben von Fritz Mierau. Leipzig: Reclam 1972. S. 67–97.